# 安藤信成
安藤 信成（あんどう のぶなり）は、江戸時代中期から後期にかけての大名。美濃国加納藩の第3代藩主、陸奥国磐城平藩の初代藩主。官位は従四位下・対馬守、侍従。対馬守系安藤家6代。江戸幕府の寺社奉行、若年寄、老中を歴任した。

## 生涯
先代の加納藩主・安藤信尹の次男として誕生した。父の信尹は、乱行が原因で隠居を命じられ、宝暦5年（1755年）に信成が家督を継ぐことになった（安藤騒動）。懲罰の意味もあって、安藤家は間もなく加納6万5000石より磐城平5万石に減転封させられた。
その後、幕府内では寺社奉行、若年寄を経て、寛政5年（1793年）に老中に就任した。在任中の功績に免じ、没収されていた美濃領のうち1万7000石を加増され、都合6万7000石となる。
藩政として注目すべき点は、磐城平に入封後、藩校・施政堂を城下の八幡小路に創設した点である。ここでは漢学、四書五経、国語、小学、通鑑、習字を始め、兵法・洋学が教育された。文化7年（1810年）死去した。長男の信厚を廃嫡し、次男の重馨に家督を継がせた。

## 略歴
- 1743年（寛保3年） 生誕
- 1755年（宝暦5年） 家督を継ぐ
- 1756年（宝暦6年） 磐城平に転封
- 1781年（天明元年）5月11日 寺社奉行
- 1784年（天明4年） 4月15日 若年寄
- 1793年（寛政5年） 8月24日 老中
- 1810年（文化7年） 5月14日 死去

## 系譜
父母
- 安藤信尹（実父）

正室
- 松平武元の娘

子女
- 安藤信厚（長男）
- 安藤信馨（次男）
- 安藤信邦（三男）